# Verlobungsring

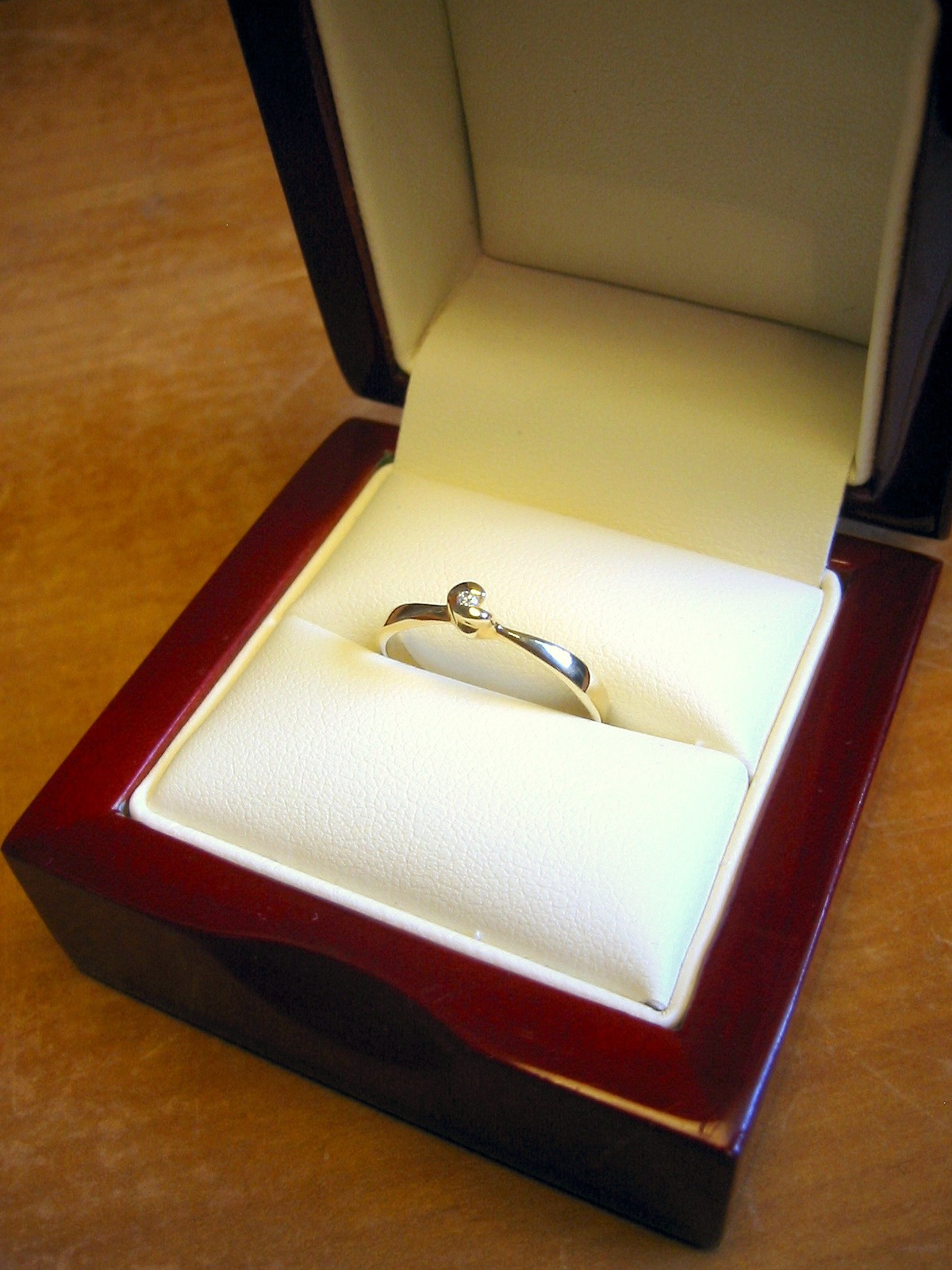
Verlobungsring mit Brillant in Ringdöschen

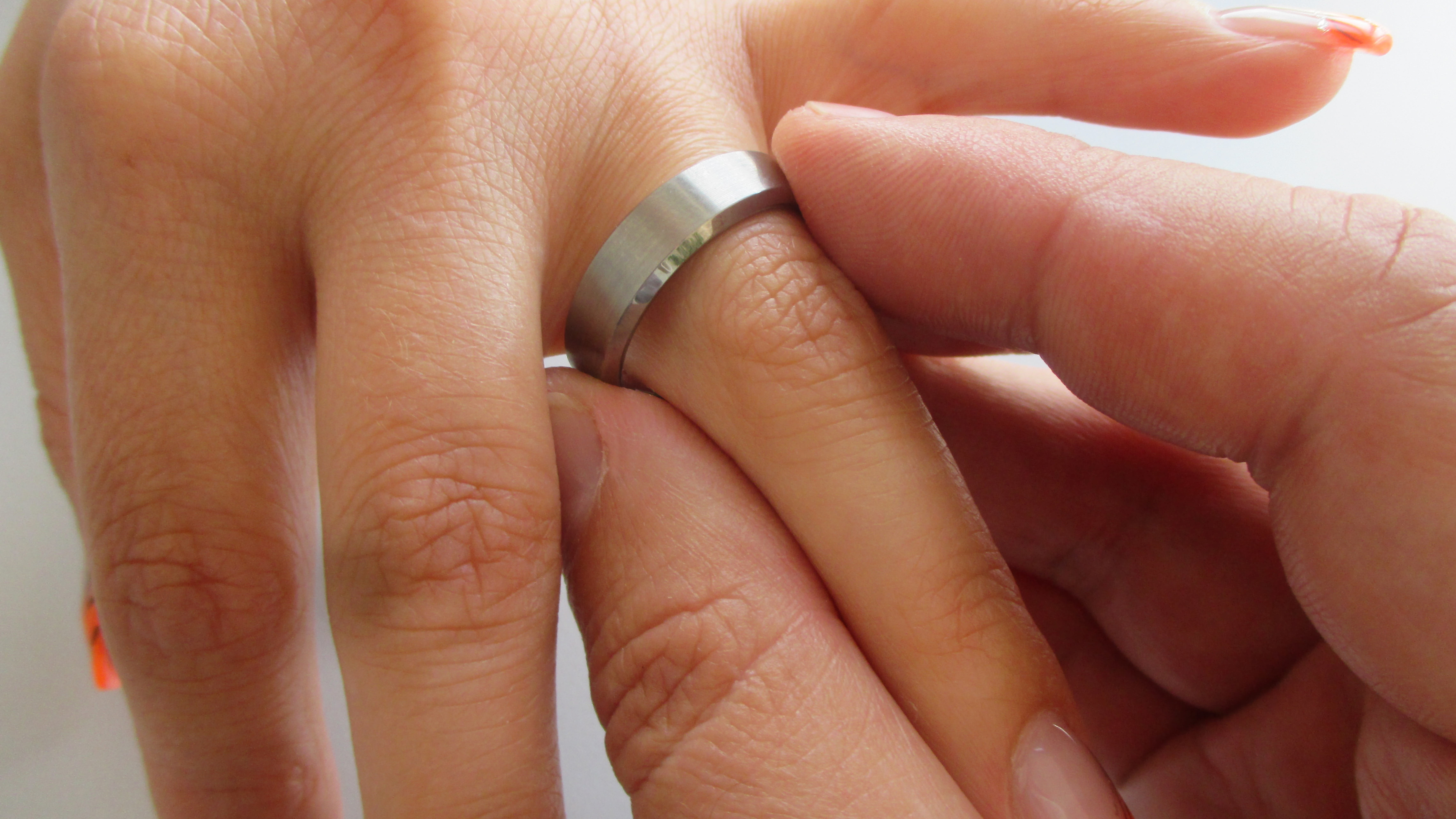
Verlobungsring aus Wolframcarbid

Ein Verlobungsring ist ein Ring, der das Versprechen symbolisiert, mit einem anderen die Ehe einzugehen. Mit der Übergabe ist das Heiratsversprechen verbunden. Üblicherweise sind Verlobungsringe aus Gold, Weißgold, Silber oder Platin, aber auch Edelstahl, Wolframcarbid und Titan werden verwendet.

## Geschichte
Die Erfindung des Verlobungsrings geht angeblich auf Papst Stephan I. zurück, welcher ein Verfechter der Unauflöslichkeit der Ehe war. Der Verlobungsring sollte vom zukünftigen Ehemann der zukünftigen Ehefrau zur Bestärkung ihres gegenseitigen Versprechens der Treue geschenkt werden.
Im frühen Mittelalter und in der römischen Antike diente der Verlobungsring der Braut als Empfangsbestätigung für den Erhalt der Mitgift. Damals war es üblich, einen eisernen Verlobungsring zu tragen. Die Tradition, einen Heiratsantrag mit einem goldenen Verlobungsring zu stellen, ist auf eine Marketing-Kampagne des weiterhin größten Diamantenproduzenten De Beers ab 1938 zurückzuführen. Hier wurde der Diamantring als Verlobungsgeschenk exzessiv beworben und somit der moderne Trend gestartet. 1947 verfasste die französische Werbetexterin Frances Gerety den Slogan Ein Diamant ist für immer, wodurch der Diamant zu einem Symbol für die Unzerbrechlichkeit der Liebe geworden ist. 20 Jahre später trugen in den USA 80 Prozent der verlobten Frauen einen goldenen Ring mit einem Diamanten. Die erste Übergabe eines Verlobungsringes mit Diamant geht allerdings auf das Jahr 1477 zurück, als sich Erzherzog Maximilian I. von Habsburg mit Maria von Burgund verlobte. Traditionell ist auch die Symbolik des Verlobungsrings in Form eines Kreises, der kein Ende besitzt und einen Ausdruck von Ewigkeit darstellen soll.
Im 20. Jahrhundert wurden in Deutschland häufig Ringe von beiden Verlobten getragen. Diese wurden später auch als Eheringe verwendet.

## Gegenwart
Mit dem Rückgang der rechtlichen Bedeutung der Verlobung in der deutschen Gesellschaft verloren Traditionen an Bedeutung. Heutzutage ist die Form des Heiratsantrags und die Tragweise des oder der Ringe individuell verschieden.
Immer noch kauft in Deutschland meistens der Mann den Verlobungsring. Weit verbreitet ist mittlerweile die nordamerikanische Form des Antrags, bei der nur die Frau einen Ring mit einem hellen Schmuckstein, oft einem Brillanten, besetzt überreicht bekommt. Heute sind auch Verlobungsringe für den Mann keine Seltenheit. Der klassische Ablauf der Verlobung hat sich im Laufe der Zeit verändert. So ist es heute keine Seltenheit mehr, dass die Frau dem Mann einen Heiratsantrag macht.
Dabei gibt es verschiedene Designs von Verlobungsringen. Besonders klassisch ist der Solitär-Verlobungsring mit einem zentralen Brillanten. Eine Alternative dazu ist unter anderem der Memory-Verlobungsring, welcher aus einem durchgängigen Band aus Brillanten besteht.
Die Eheringe suchen die Partner meist gemeinsam aus. Der Verlobungsring wird dann entweder nicht mehr oder als Vorsteckring getragen.

## Trageweise
Von der Verlobung, der Übergabe und Bekanntmachung der Verbundenheit des Paares, bis zur Hochzeit wurde der Ring in Deutschland und Österreich traditionell am Ringfinger der linken Hand getragen. Dieser Brauch geht auf die alte Vorstellung der Vena amoris (Liebesader) zurück, von der man glaubte, dass sie vom Ringfinger der linken Hand direkt zum Herzen führe.
Nach der Hochzeit gibt es vier Möglichkeiten, was mit dem Verlobungsring geschieht:
1. Verlobungsring gegen den Ehering tauschen; der Verlobungsring wird abgenommen, der Ehering in Deutschland an den rechten Ringfinger gesteckt
2. Verlobungsring bleibt am linken Ringfinger, der Ehering wird rechts getragen.
3. Der Verlobungsring wird nach der Hochzeit als Ehering weiter getragen und wandert dazu vom linken an den rechten Ringfinger.
4. Ehering und Verlobungsring werden zusammen am rechten Ringfinger getragen. Der Verlobungsring sitzt vor dem Ehering und wird daher auch als Vorsteckring bezeichnet.

| Land                                                                                     | Verlobungsring | Ehering & Vorsteckring |
| ---------------------------------------------------------------------------------------- | -------------- | ---------------------- |
| Bulgarien, Deutschland, Norwegen, Österreich, Polen, Russland, Schweden, Türkei, Ukraine | links          | rechts                 |
| England, Irland, Frankreich, Kanada, Schottland, USA                                     | links          | links                  |
| Italien, Kroatien, Niederlande, Portugal, Schweiz, Spanien, Zypern                       | rechts         | links                  |

## Verlobungsringe in den Vereinigten Staaten
In den Vereinigten Staaten werden die meisten Verlobungsringe der Welt verkauft. Laut verschiedenen Umfragen und Studien soll der durchschnittliche Verkaufspreis eines Verlobungsringes in den USA zwischen 2500 und 6000 US-Dollar betragen. Der Umsatz mit Verlobungsringen soll dabei ca. 7 bis 13 % des Gesamtmarktes von Schmuck erwirtschaften, der im Jahr 2010 bei knapp 60 Milliarden US-Dollar gelegen haben soll.
In den Vereinigten Staaten und dem restlichen Nordamerika wird der Verlobungsring – und später der Ehering – am Ringfinger der linken Hand getragen. Nach der Trauung wird der Verlobungsring als Vorsteckring am Ringfinger getragen.